# Земљотрес на Камчатки 2025.
Дана 30. јула 2025. године, у 11:24:52 PETT (23:24:52 UTC, 29. јула), тектонски потрес од 8,8 магнитуда је погодио источну обалу полуострва Камчатке на далеком истоку Русије, 119. километара источно-југоисточно од града Петропавловск Камчатски. То је један од најјачих земљотреса који је икад забележен још од земљотреса у Тохоку 2011. и заједно са земљотресом у Еквадору и Колумбији 1906. и земљотресом у Чилеу 2010. шести је најјачи земљотрес икада измерен сеизмокрафом. Међутим, проузроковао је минималну штету у поређењу са другим земљотресима сличне магнитуде. Земљотрес је проузроковао умерено оштећење и неколико повређених лица у Камчатској Покрајини и Сахалинској области. Накнадни цунами широм Пацифика био је слабији него што се очекивало, са таласима висине приближно 1 метар или мање на већини места. Међутим, на Шумшуу је забележен локални пораст таласа од 19 м (62 стопе) као резултат прскања таласа. Једна индиректна смрт и 21 повреда приписани су евакуацијама повезаним са цунамијем у Јапану.

## Тектонско окружење
Земљотрес се догодио у Курилско-камчатској субдукцијској зони, великом нагибном раседу и конвергентној граници плоча између Северноамеричке плоче и Тихоокеанске плоче која се протеже од источне обале Курилских острва до полуострва Камчатка. Активна субдукција Тихоокеанске плоче испод Северноамеричке плоче је континуирана од креде. Процене брзине конвергенције између ове две плоче варирају између 76 и 90 милиметара годишње.
Велики земљотреси у зони субдукције су забележени и раније. Претходни највећи земљотрес био је Северо-Куриљски земљотрес 1952, који је мерио M 8,8–9,0 и имао је епицентар 45 километара југоисточно од земљотреса из 2025. Овај догађај је изазвао велики и разорни цунами дуж обале Камчатке. Верује се да је пробио 700 километара за део зоне субдукције од рта Шипунски на северу до Онекотана на југу. За разлику од већине великих субдукционих земљотреса, највеће померање раседа у догађају из 1952. године догодило се на већој дубини уместо ближе рову. Процењено је да је померање на раседу било дубоко и до 40 километара и могуће. Дошло је до малог клизања код рова, због чега је остао закључан и акумулирао неослобођену еластичну енергију.
Већи земљотрес се догодио 1737. године и имао је магнитуду процењену на 9,3 степени. Овај земљотрес је изазвао цунами 63 метара висине према писаним записима путника и посматрањима наслага цунамија. Године 1841, још један земљотрес са процењеном магнитудом 9,0 изазвао је велики цунами који је такође забележен на Хавајима.

## Земљотрес
Велики подморски земљотрес догодио се 29. јула у 23:24:50 UTC са магнитудом потреса ( M ) од 8,8, према подацима Геолошког топографског института Сједињених Америчких Држава (USGS). Његов епицентар је био код пацифичке обале полуострва Камчатка, око 136 километара источно-југоисточно од Петропавловска Камчатског, док је хипоцентар био на малој дубини од 35 километара. Национални институт за геофизику и вулканологију и Геонаука Аустралија су проценили магнитуду на M 8.6.
Амерички геолошки институт (USGS) је саопштио да је земљотрес настао као резултат плитког обрнутог раседа на граници зоне субдукције. Проценили су да је подручје где се догодило кретање на граници било 390 km (240 mi) за 140 km (87 mi) . Верује се да се пукотина догодила у сеизмичком процепу између пукотина Камчатке 1923. и Северо-Курилских догађаја 1952. године.
У Јапану, земљотрес је осећен интензитетом од 2 степена Шиндове скале на Хокаиду.

### Карактеристике
Модел коначног раседа који је објавио Амерички геолошки завод (USGS) показао је клизање на приближно 600 километара за 200 километара део зоне субдукције и до дубине од 75 километара. Већи део руптуре се протезао 500 километара југозападно дуж зоне субдукције од епицентра до јужног врха острва Онекотан, док је дошло до клизања 100 километара северозападно, крећући се ка и испод рта Шипунски. А 400 километара за 150 километара део на равни раседа на 10-50 километара дубина југозападно од епицентра показала је највеће клизање. Тамо, на 20-50 километара дубина, најмање 5 метара, дошло је до померања и постојале су две елиптичне области унутар којих је клизање прелазило 10 метара, достижући врхунац на 145.423 метара. На мањој дубини близу рова, клизање је било ограничено на 2,5-3 метара. Опсерваторија GEOSCOPE проценила је да је земљотрес пробио зону субдукције у трајању од више од 180 секунди. Амерички геолошки институт (USGS) проценио је трајање земљотреса на око 240 секунди (четири минута).

### Геолошки ефекти
Ерупција се догодила 30. јула на вулкану Кључевскаја Сопка на полуострву Камчатка, убрзо након земљотреса, иако ерупција није била директно изазвана земљотресом, а активност на вулкану је примећена током претходних дана. Дана 3. августа, Крашењиников, још један вулкан, генерисао је ерупцију 6 километара еруптивни облак. То је била прва забележена ерупција вулкана откако су почела људска посматрања. Институт за вулканологију и сеизмологију Руске академије наука саопштио је 6. августа да је седам вулкана на Камчатки почело да еруптира због земљотреса. 
Делови јужног полуострва Камчатка померили су се југоисточно за чак 2 метара према Геофизичкој служби Руске академије наука.

## Штета и жртве
Најмање четири особе су повређене на Камчатки, иако ниједна од њихових повреда није била озбиљна. Пријављене су повреде међу људима који су излазили из зграда, укључујући пацијента болнице који је скочио кроз прозор. Штета на инфраструктури, нестанци струје и кварови мобилне телефоније пријављени су у Петропавловску Камчатском. Фасада зграде вртића се делимично урушила, а пукотине су се формирале у зидовима неколико медицинских и социјалних зграда у граду. Спасиоци су прегледали око 900 кућа, од којих је утврђено да је 55 претрпело штету. Плафон терминала на аеродрому Елизово се срушио, повредивши жену. У Сахалинској области, вентилатори и цеви за пећи неких зграда су делимично уништени. Портпарол Кремља Дмитриј Песков приписао је недостатак жртава и велику штету у региону робусној конструкцији зграда и припремљености локалног становништва. Службе хитне помоћи забележиле су повећање броја позива из Петропавловска Камчатског који се жале на висок крвни притисак, аритмију и епилепсију.
Рибачи, база нуклеарних подморница која се налази у Авачином заливу, оштећена је у земљотресу и цунамију, према сателитским снимцима. База, у којој се налази руска пацифичка подморничка флота, имала је најмање један пристаниште оштећен таласима цунамија.
У граду Северо-Куриљск, који се налази на Курилским острвима, земљотрес је оштетио свих 106 стамбених зграда, друштвених објеката и комуналних зграда, и срушио више од 90 процената димњака. Градска лука је касније поплављена цунамијем, а објекти су однети, укључујући и постројење за прераду рибе након таласа који су достигли 200 m (660 ft) у унутрашњости. Руске власти су саопштиле да је на острвима погођеним цунамијем проглашено ванредно стање. Сам град се првобитно налазио поред луке, али је углавном уништен цунамијем 1952. године, што је навело званичнике да га обнове на вишем терену даље у унутрашњости, остављајући само луку изложеном. Ванредно стање је накнадно проглашено у Северо-Курилском округу и у Петропавловску Камчатском. Око 2.700 људи је евакуисано. Електрична мрежа на Сахалину је оштећена у земљотресу, што је изазвало нестанак струје. У Виључинску, критике, укључујући и критике гувернера Камчатског краја, Владимира Солодова, због реакције локалних власти на катастрофу довеле су до оставке градоначелника града Игора Головчака 5. августа.
У Јапану је 21 особа повређена или је оболела од врућине током евакуације на температурама које су достизале 40 °C (104 °F), укључујући 14 на Хокаиду и 1 у Мијазакију. У Куману, 58-годишња жена је погинула након што је њен аутомобил пао са литице док је покушавала да га премести на виши терен.

## Белешке
1. ↑  According to the USGS, a large earthquake can trigger an eruption of a nearby volcano, but only if "they are already poised to erupt."[19]